# Pterolophia minutissima
Pterolophia minutissima là một loài bọ cánh cứng trong họ Cerambycidae.